# 전쟁기념관 (대한민국)
전쟁기념관(戰爭記念館, War Memorial of Korea)은 대한민국 서울특별시 용산구 이태원로 29 (용산동 1가 8번지, 옛 육군본부 자리)에 위치한 기념관으로, 대한민국을 지켜온 항쟁과 전쟁에 대한 기록을 모으고 보존하는 곳이다. 전쟁에 대한 교훈을 통해 전쟁을 예방하고, 평화적 통일을 목적으로 한다. 1990년 9월 28일에 기공식이 있었다. 처음 건립된 때는 1993년 12월이며, 개관한 때는 1994년 6월 10일이다.

## 전쟁기념관 소개
전쟁기념관은 옥내전시와 옥외전시로 구분되어 있으며 33,000여 점의 소장유물 중 10,000여 점을 전시하고 있다. 10,900여 평의 옥내전시실은 호국추모실, 전쟁역사실, 6·25전쟁실, 해외파병실, 국군발전실, 대형장비실 등 6개 전시실로 구성되어 있으며 대형무기들이 전시되어 있는 옥외전시실이 있다. 3층 규모의 옥내전시실은 삼국시대로부터 현대까지 5000년 대한민국 전쟁사와 위국 헌신한 분들의 공로와 훈장 등이 실물·디오라마·복제품·기록화·영상 등의 다양한 전시기법에 따라 역동적이고 입체적으로 전시되어 있다. 
특히 6·25전쟁실은 전쟁이 일어난 원인과 전쟁 경과 및 휴전에 이르기까지의 전 과정을 쉽고 올바르게 이해할 수 있도록 체험시설 등으로 구성되어 있다. 옥외전시장에는 세계 각국의 대형무기와 6·25전쟁 상징 조형물, 광개토대왕릉비, 형제의 상, 평화의 시계탑 등이 전시되어 있다. 제2차 세계대전, 6·25전쟁, 베트남전쟁 당시 사용되었던 장비를 전시하고 있는데, K-1전차를 비롯하여 곡사포, 미사일, 헬리콥터, 수송기 등이 전시되어 있다. 기념관 양측 회랑에는 국군 전사자와 유엔군 전사자 20여 만 명의 이름이 새겨진 전사자 명비가 있으며, 전쟁기념관을 대국민 호국문화의 장으로서도 큰 역할을 하고 있다. 어린이부터 일반인까지 다양한 계층을 대상으로 한 20여개의 교육프로그램을 운영함은 물론, 국군 군악·의장행사, 어린이날 문화축제, 현충일 그림그리기 대회, 6·25 호국문화행사 등 다양한 문화행사를 연간 개최하고 있어 기념관을 찾는 관람객들에게 새로운 볼거리를 제공하고 있다. 전쟁기념관의 캐릭터는 무돌이로, 나라를 지킨다는 뜻을 가진 철모와 평화를 상징하는 월계수잎이 특징적이다.

## 연혁
1988년 9월 전쟁기념사업추진위원회가 구성되면서 기념관 건립이 구체화 되고, 3년간의 공사 끝에 1994년 6월 10일에 개관하였다.
1995년 ~ 2001년은 전쟁기념관 개관 후 초석을 다지는 시기였다. 그 과정에서 해외 전쟁군사박물관과 국제 교류를 시작했다. 그리고 매달 '이달의 호국인물'을 선정하여 추모생사를 시행했다.
2002년 ~ 2008년 개관 10년을 넘어가며 좀 더 체계화 된 기념관의 모습이 되었다. 여러 기획전과 학술회의를 꾸준히 개최하고 해외 군사 박물관과 교류를 하였다.
2009년 ~2013년 전시실을 전면 개선하기 위해 전시실 개선사업을 시작했다. 관람객의 편의시설을 확충했다. 그리고 전시개선, 시설개선 등 다양한 노력의 결과 현충시설 만족도 조사 최우수기관, 공공기관 고객만족도 조사 우수기관으로 선정되었다.
2014년 ~ 2018년 전쟁역사실, 해외파병실 등 전시실을 전면 개선했고, 기증실과 국군무기발전실을 신설했다.
2019 ~ 유엔참전국들을 기억하고 감사의 마음을 전하기 위해 제1회 유엔문화주간을 개최하였고, 6 25전쟁 아카이브센터를 개관했다. 앞으로 용산 지역에 우리나라 최초의 국가공원이 될 용산공원이 조성될 전망이다.

## 관람 정보
- 개장시간: 09:30~18:00

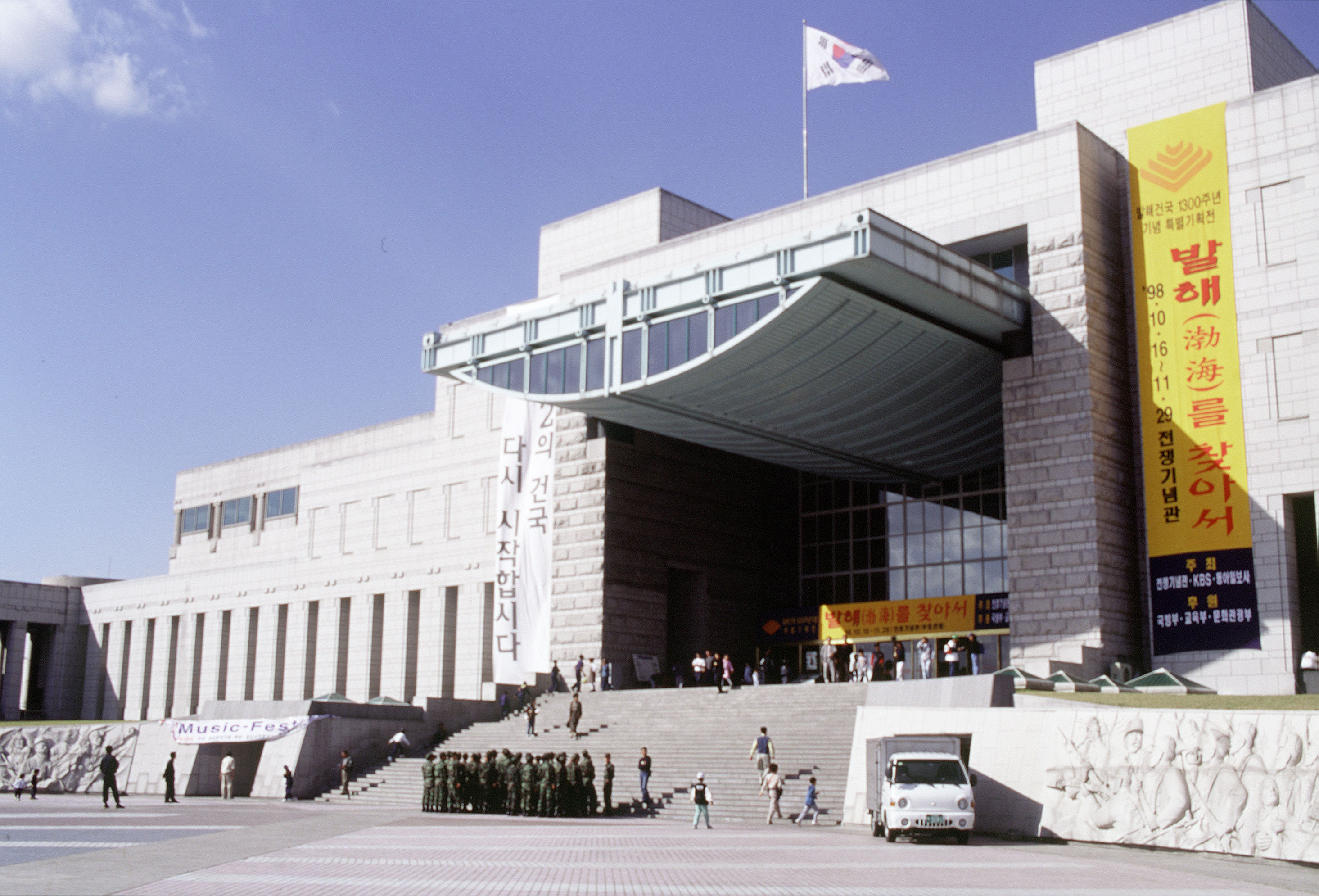
전쟁기념관 (1998년 10월 5일 촬영)

- 휴일 : 매주 월요일(월요일이 포함된 연휴에는 마지막 연휴 다음 날 휴관한다.)
- 입장료
  - 2010년부터 상설 전시는 전면 무료화되었다.

### 교통
- 서울 지하철 4호선, 6호선 삼각지역 12번 출구를 통해서 갈 수 있다.

### 옥외전시

#### 항공기
- 안토노프 An-2
- 벨 AH-1 코브라
- Bell H-13 Sioux
- UH-1 이로쿼이
- 보잉 B-52 스트래토포트리스
- 커티스 C-46 코만도
- de Havilland Canada DHC-2 Beaver
- Douglas C-54 Skymaster
- Fairchild C-123 Provider
- 그러먼 S-2 트래커
- KT-1
- Lockheed T-33
- 맥도널 더글러스 F-4 팬텀
- 미코얀-구레비치 MiG-17
- 노스아메리칸 P-51/F-51 머스탱
- F-86 세이버
- North American T-28 Trojan
- 선양 J-6
- Sikorsky H-5
- Sikorsky H-19

#### 육상장비
- 보포르 40mm 고사포
- K1 전차
- K200 장갑차
- 카튜샤 로켓 BM-13-16N
- LVTP-7
- M4 셔먼
- M36 구축전차
- M46 패튼
- M47 패튼
- M48 패튼
- M101 곡사포
- M107 자주포
- M109 곡사포
- M110 곡사포
- M113 장갑차
- M114 155 mm 곡사포
- M167 VADS
- MIM-14 나이키 허큘리스
- MIM-23 호크
- Oerlikon 20 mm 기관포
- SU-76
- SU-100
- T-34
- 59식 전차
- 63식 전차
- ZPU-4

###### 해상장비
- 참수리급 고속정 357정 - 전쟁기념관에 있는 연평해전에 참전한 357정은 레플리카로 실제가 아니다.
- 3인치(76mm) 함포
- Mk.30 5인치 38구경 함포
- Mk.2 40mm 2연장 함포
- Mk.4 40mm 4연장 함포
- Mk4 20mm 단연장 대공포
- Mk.20 20mm 2연장 대공포

## 사진

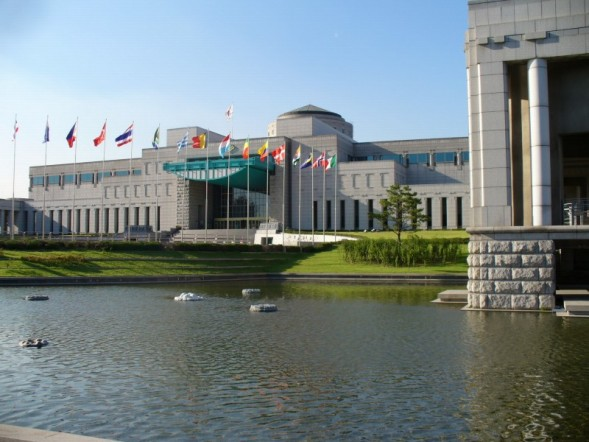
전경
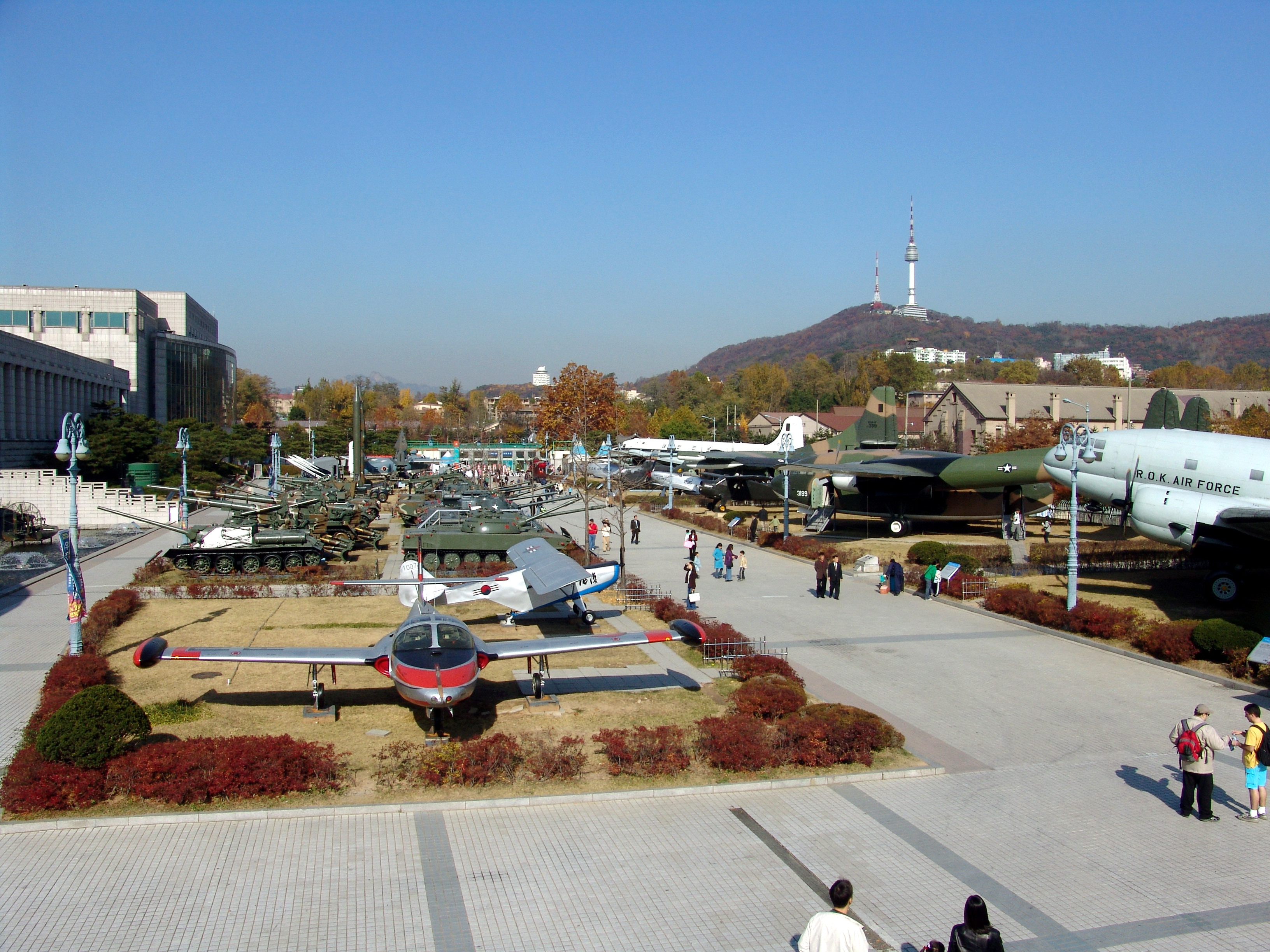
옥외전시장
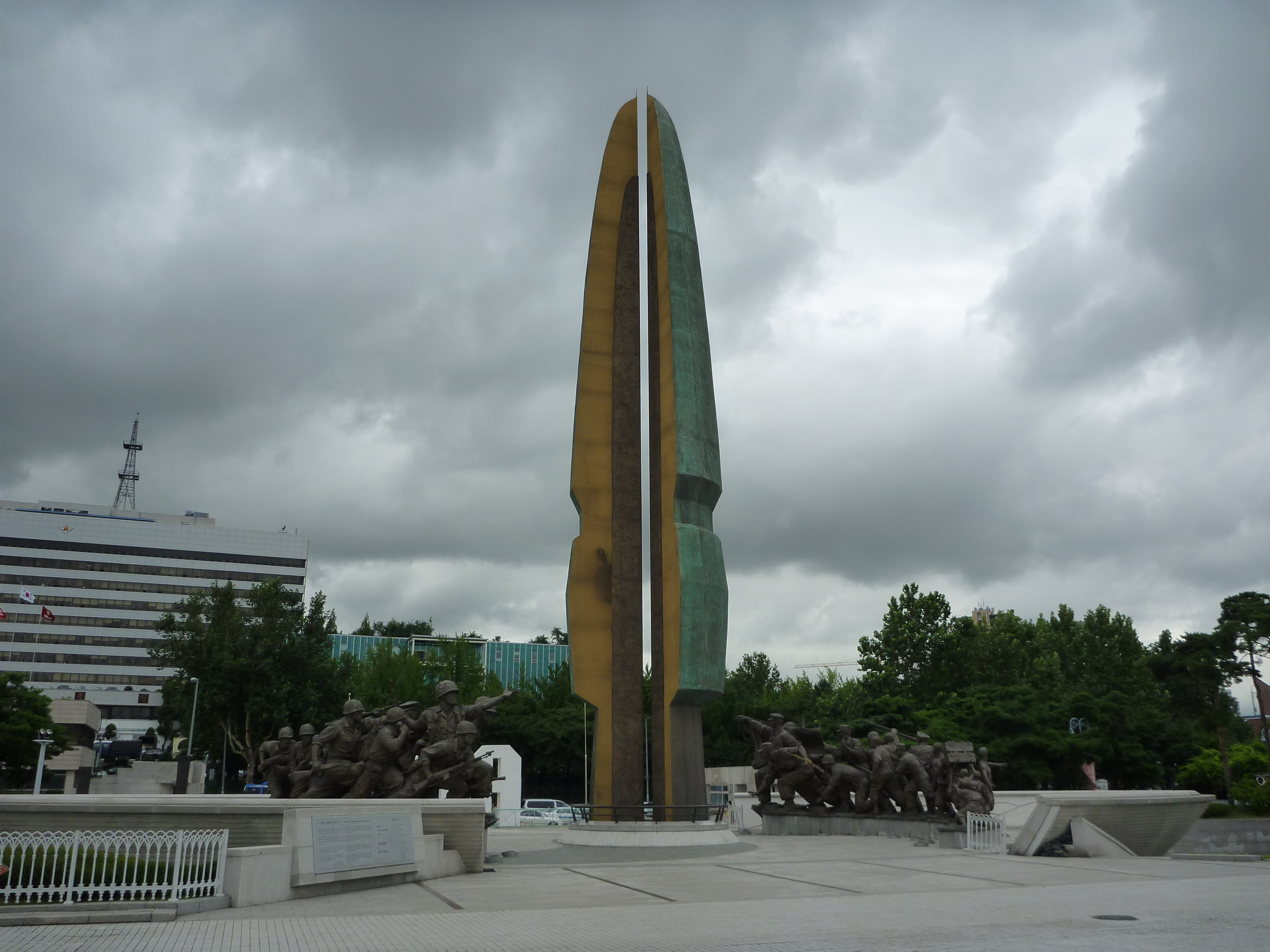
6·25전쟁 50주년 기념조형물
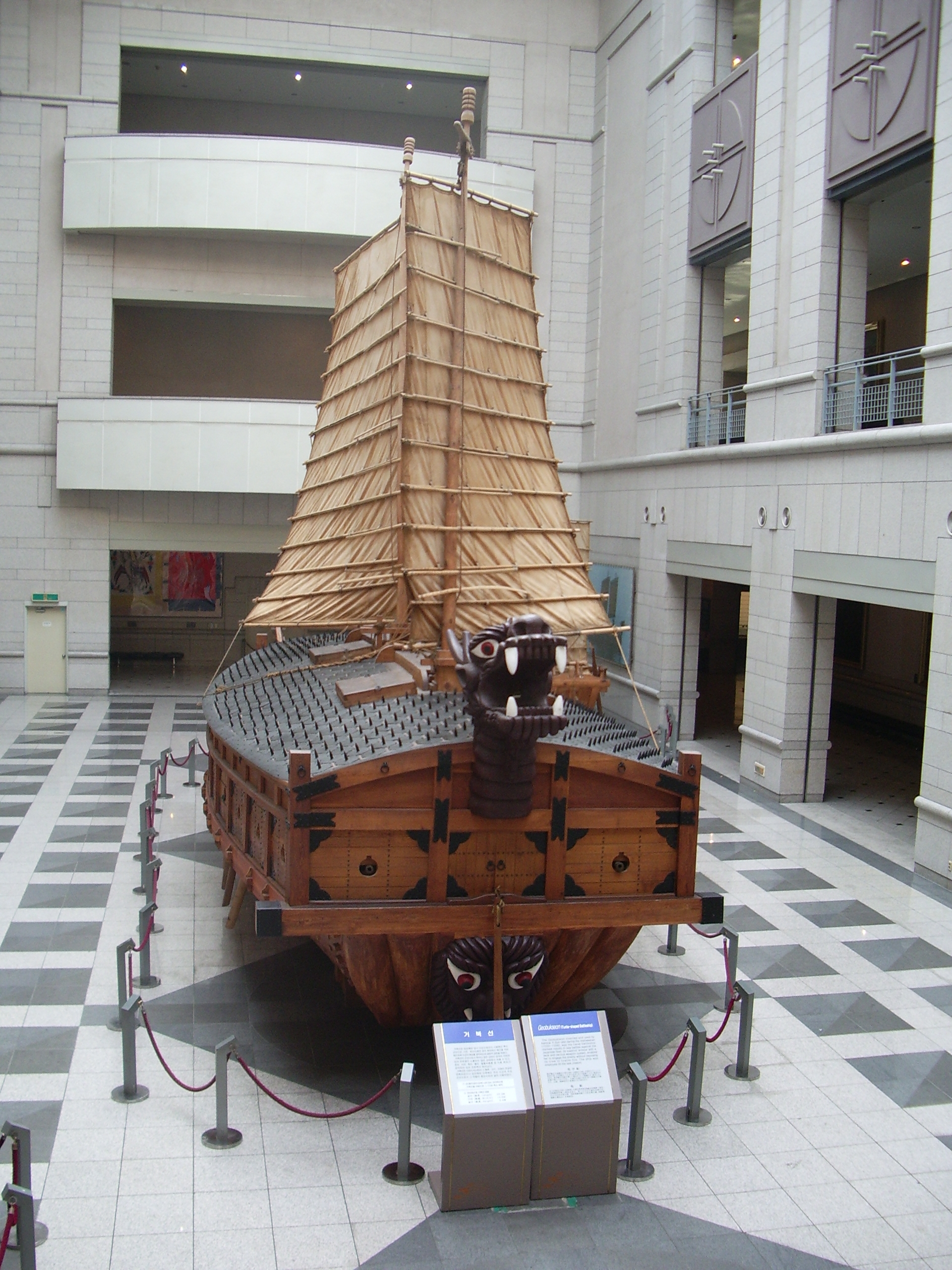
거북선 모형
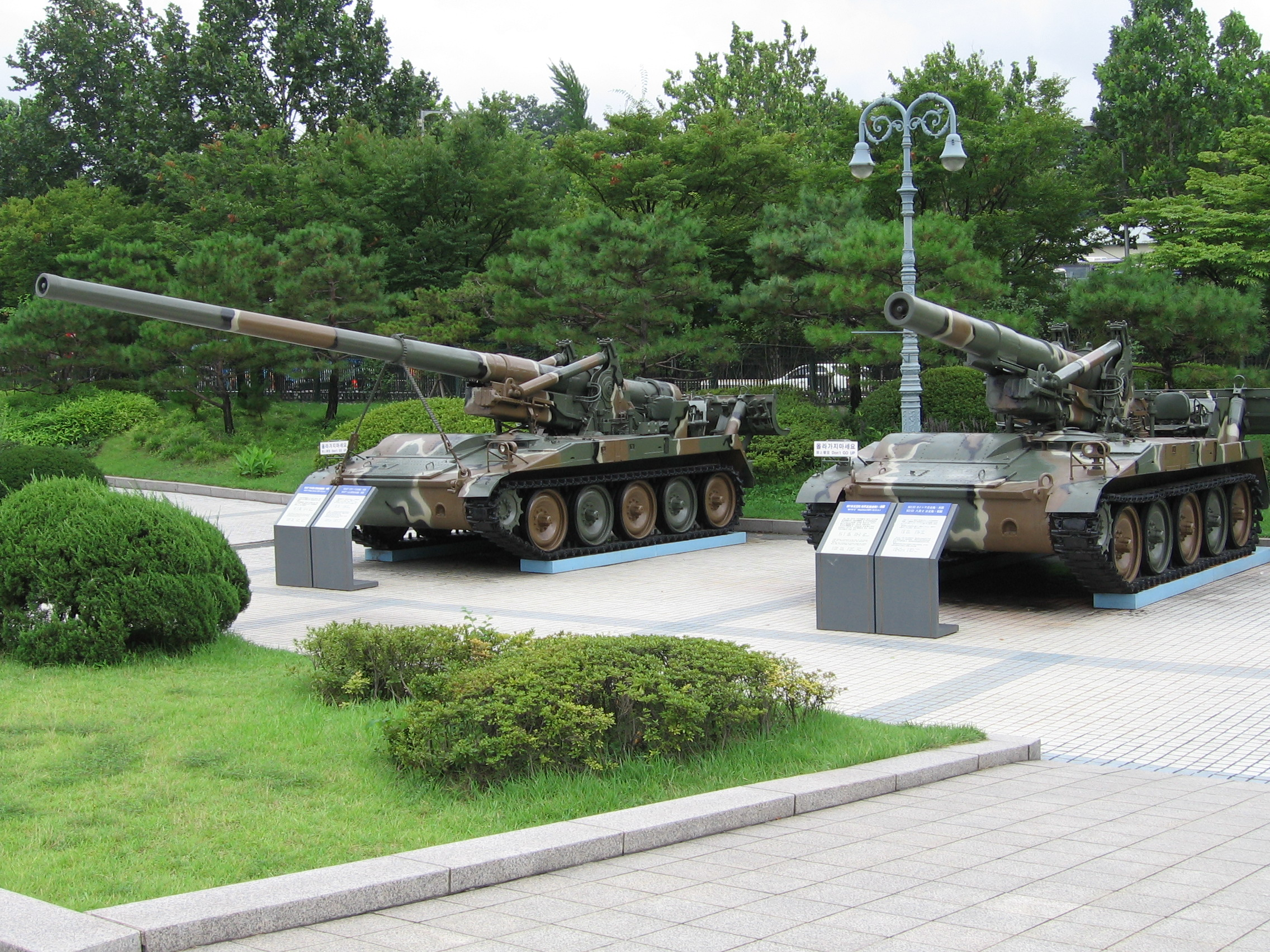
전시된 자주포
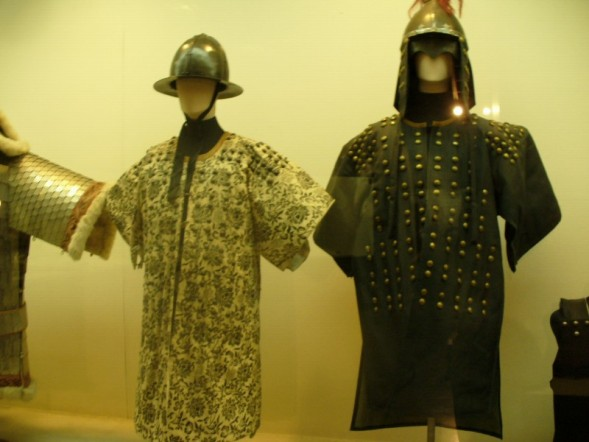
전시된 갑옷
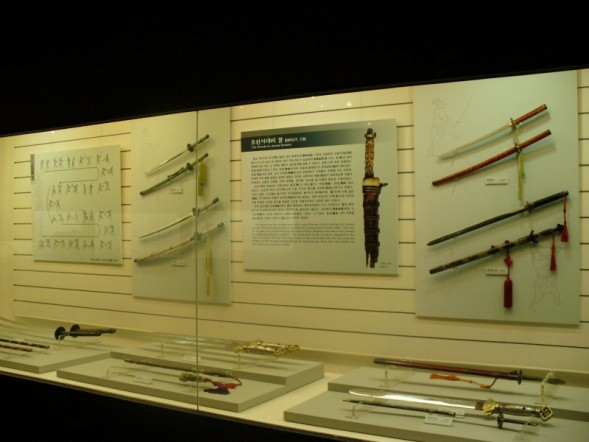
전시된 도검
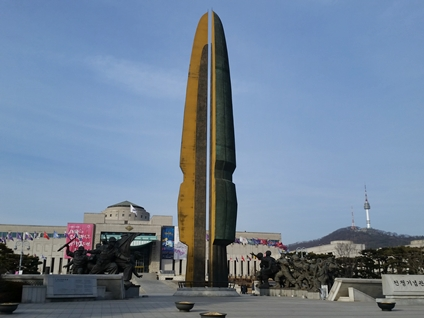
정문(2019년 1월)

## 같이 보기
- 앤잭 전쟁 기념관